# Cychramus luteus
Cychramus luteus ist ein Glanzkäfer (Nitidulidae) aus der Unterfamilie Nitidulinae. Die Art wurde von Johann Christian Fabricius 1787 als Sphaeridium luteus erstbeschrieben. Das lateinische Art-Epitheton luteus bedeutet „safrangelb“. Die Gattung Cychramus ist in Europa mit 2 Arten vertreten. Die zweite Art ist Cychramus variegatus.

## Merkmale
Die breit-ovalen schwach konvexen Käfer sind 3–5,6 mm lang. Sie besitzen eine blass braune Färbung. Ihre Oberseite ist von dicht anliegenden hellen Härchen bedeckt. Die vorderen Tibien (Schienen), die Tarsen und der Halsschildrand sind von gleicher heller Farbe. Im Gegensatz zu der ähnlichen Art C. variegatus befinden sich auf dem Halsschild keine dunklen Punktflecken. Die Einlenkung der 11-gliedrigen Fühler befindet sich vor den hervorstehenden Facettenaugen. Die drei letzten Fühlerglieder bilden eine lockere Fühlerkeule. Die Elytren sind hinter den Schultern am breitesten. Die Tarsen sind 5-gliedrig.

## Verbreitung
Die Art ist transpaläarktisch verbreitet. In Europa ist die Art weit verbreitet. Im Norden reicht das Vorkommen bis nach Schottland und nach Fennoskandinavien, im Süden bis nach Südeuropa (Spanien, Italien, Griechenland). Nach Osten erstreckt sich das Verbreitungsgebiet bis in den Fernen Osten Russlands und nach Korea. In Deutschland gilt die Art überall als häufig.

## Lebensweise
Die Käfer beobachtet man von April bis November, am häufigsten in den Monaten Mai und Juni. Den typischen Lebensraum der Käferart bilden Misch- und Laubwälder sowie Heidelandschaften. Die Käfer findet man an den Blüten verschiedener Pflanzen, darunter Mehlbeeren (Sorbus), Prunus, Holunder (Sambucus), Rubus und Spindelsträucher (Euonymus). Insbesondere im Herbst werden die Käfer in größeren Gruppen an Pilzen angetroffen. Es handelt sich dabei um Holzpilze an morschen Stubben sowie vereinzelt um sporenreife Stinkmorchel (Phallus impudicus). Es wird angenommen, dass die Larvenentwicklung in Pilzen stattfindet.

## Bilder

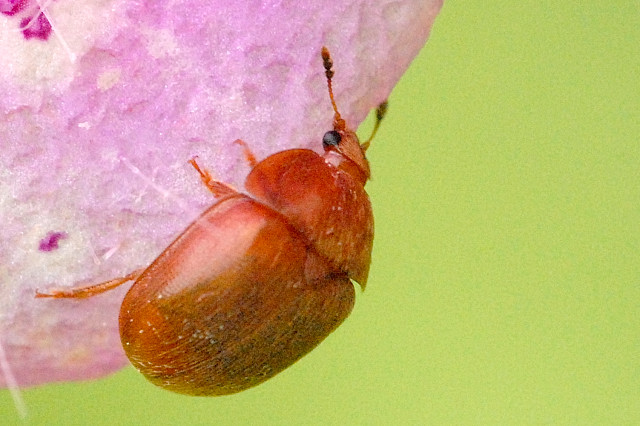
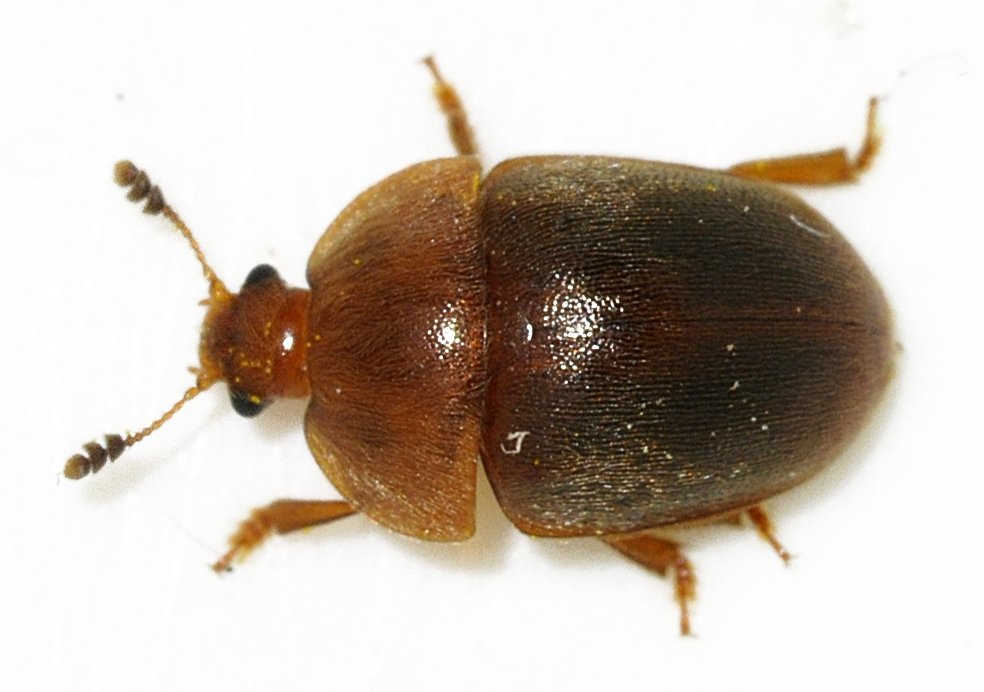
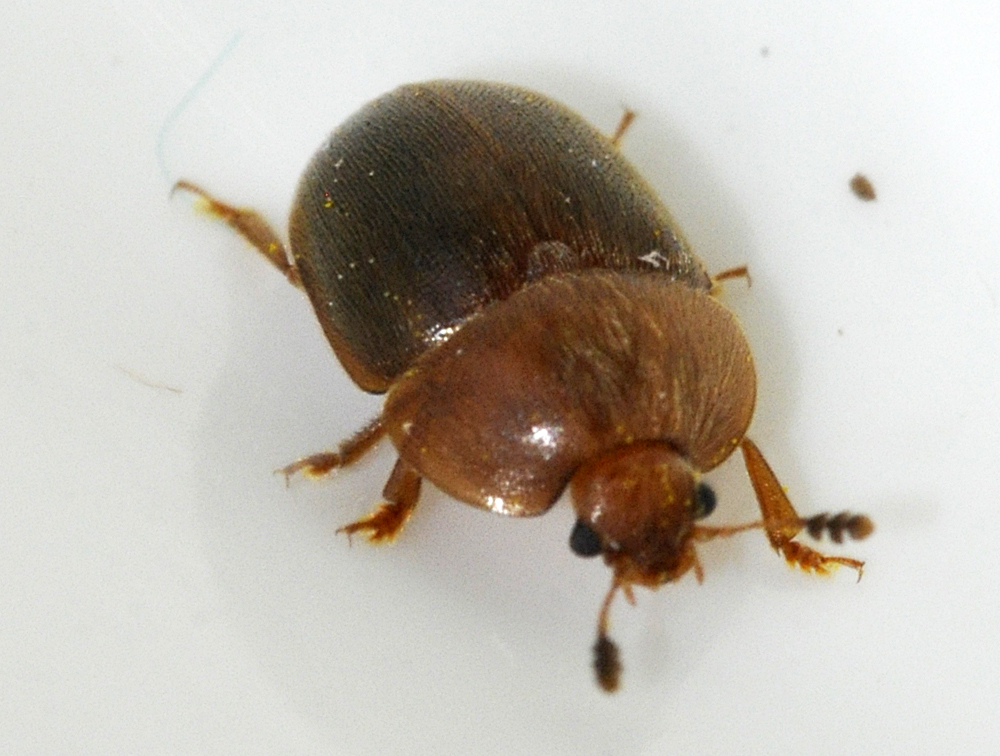
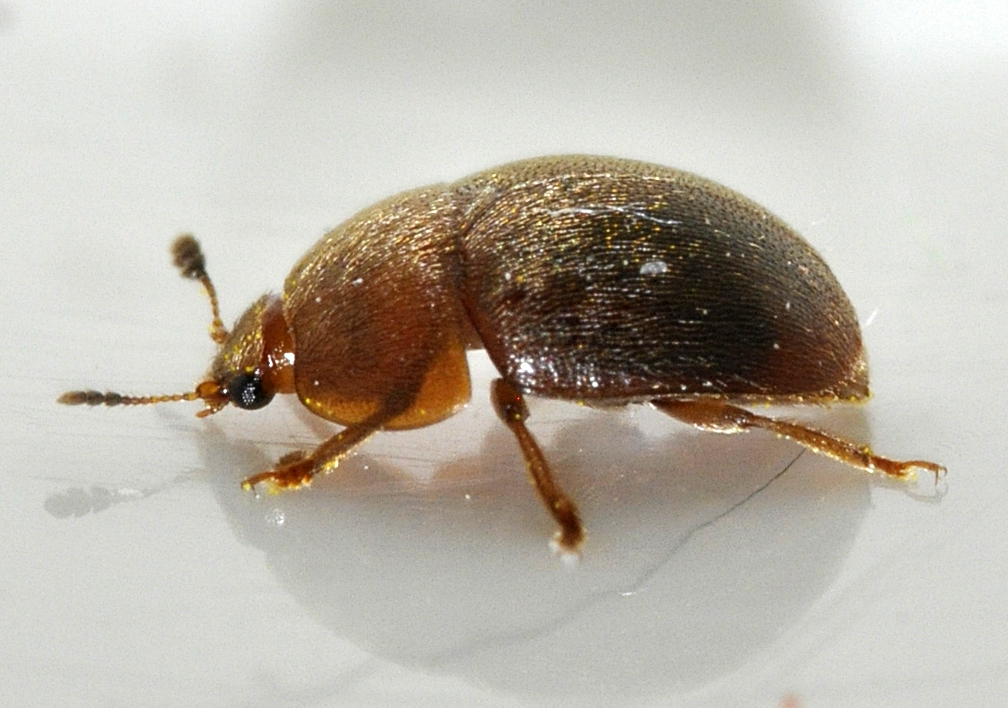
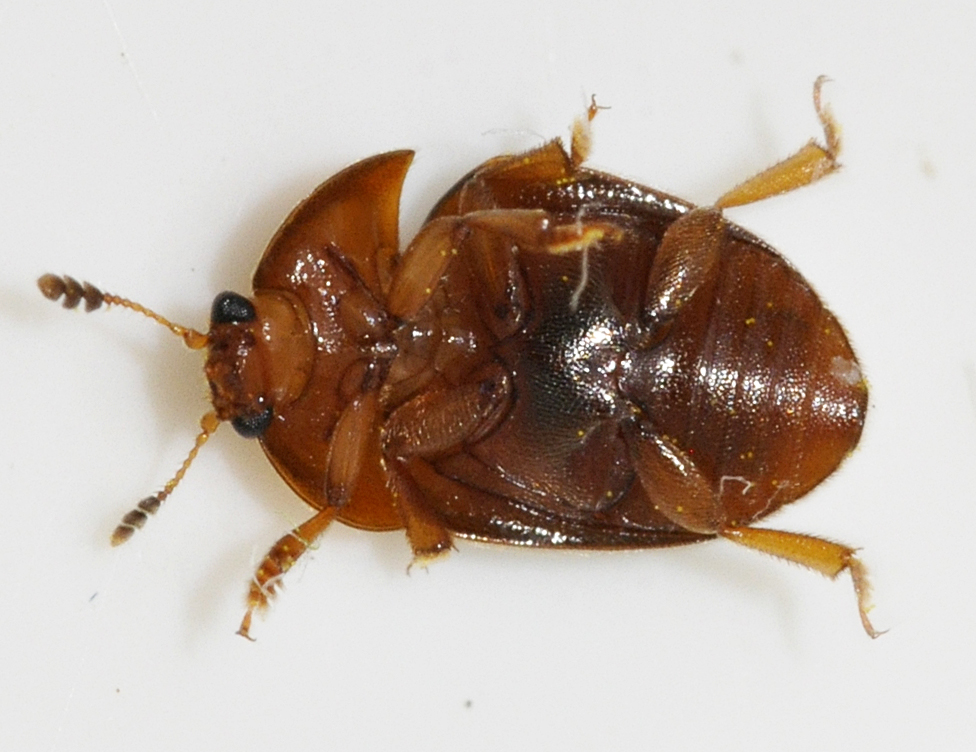

## Taxonomie
Synonyme von Cychramus luteus sind:
- Cychramus alutaceus Reitter, 1875
- Cychramus fungicola Heer, 1841
- Cychramus montandoni Pic, 1893